# Підродина
Підродина, у біологічній класифікації — допоміжній ранг (таксономічна категорія) біологічної класифікації, відразу нижчий за родину.
Традиційно латинські назви зоологічних підродин мають суфікс лат. -inae, а назви підродин у рослин, водоростей і грибів закінчуються на -oideae.
Приклади:
тварина: Capreolinae: рослина: Faboideae